# Lampe de Nernst

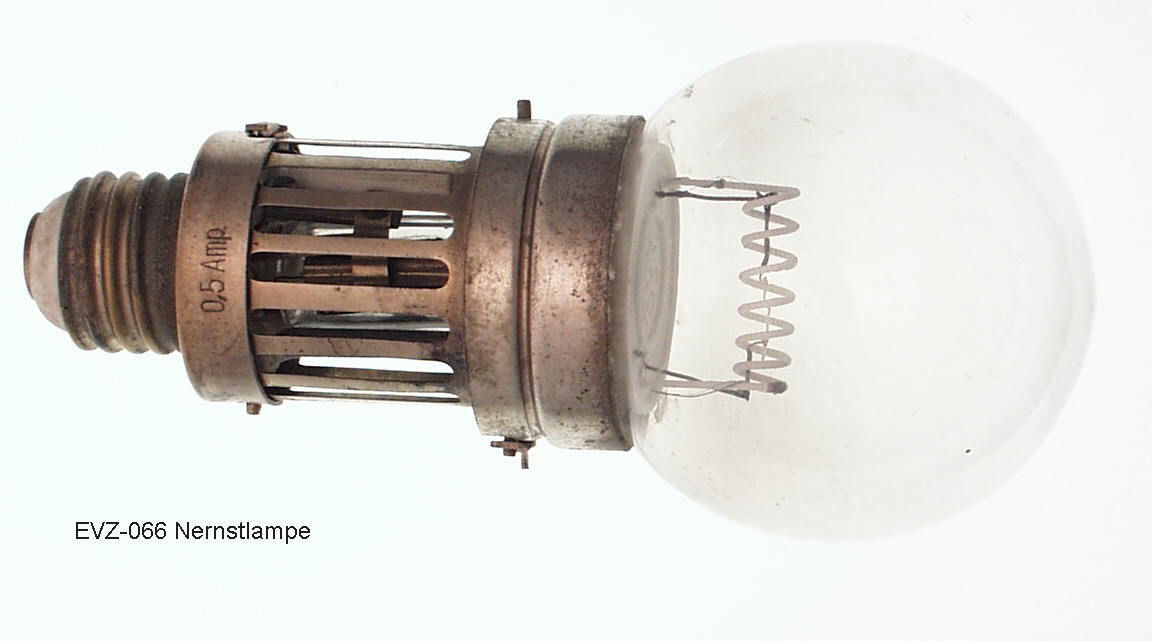
La lampe de Nernst, modèle B, fonctionne sous un courant continu de 0.5 ampère à 95 volts. Photo courtoisie de Landesmuseum für Technik und Arbeit à Mannheim, Allemagne (Musée d'État de la technologie et du travail).

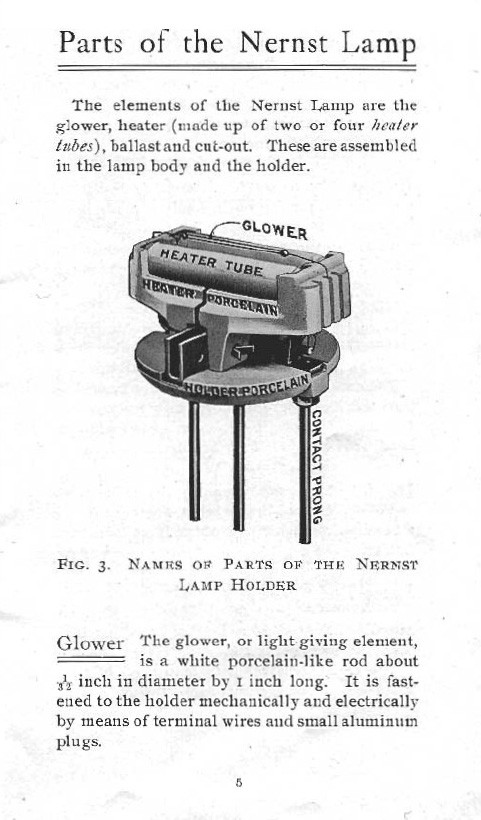
Un schéma de la lampe de Nernst datant de 1903. L'émetteur de lumière, un filament de céramique, est appelé glower.

La lampe de Nernst est l'une des premières lampes à incandescence électriques. Mise au point en 1897 par Walther Hermann Nernst et commercialisée en Europe et aux États-Unis, elle fut surpassée par les lampes utilisant un filament de tungstène.

## Histoire
La lampe de Nernst fut mise au point par le chimiste et physicien allemand Walther Hermann Nernst en 1897 à l'université de Göttingen. Cette lampe utilisait un filament en céramique chauffé jusqu'à l'incandescence. Son filament, à base d'oxyde de zirconium-yttrium, ne s'oxydait pas à l'air. Il n'était donc pas nécessaire de l'enfermer dans une ampoule sous vide ou remplie d'un gaz noble. Les parties brûlantes étaient seulement enfermées dans un ballon de verre pour éviter les brûlures lorsqu'à proximité.
Cette lampe était presque deux fois plus efficace que les lampes au filament de carbone et émettait une lumière plus « naturelle » (c'est-à-dire plus proche du spectre solaire). L'un de ses inconvénients était que le filament de céramique n'était pas conducteur à la température de la pièce, il était donc chauffé par un dispositif auxiliaire avant de commencer à conduire l'électricité de lui-même.
Nernst vendit le brevet à l'Américain George Westinghouse qui fonda la Nernst Lamp Company à Pittsburgh en Pennsylvanie, aux États-Unis, en 1901. Les minéraux nécessaires à la fabrication des filaments étaient extraits des mines de la société à Barringer Hill (en) au Texas (site submergé en 1937 par l'eau du lac artificiel Buchanan). En 1904, plus de 130 000 lampes de Nernst étaient en usage dans ce pays. En Europe, les lampes furent fabriquées par la société allemande Allgemeine Elektricitäts-Gesellschaft (AEG) à Berlin. Lors de l'exposition universelle de 1900 tenue à Paris, le pavillon d'AEG était illuminé par 800 lampes de Nernst, ce qui était plutôt spectaculaire à cette époque.
En plus de leur usage comme source d'éclairage, les lampes de Nernst servirent dans les premiers appareils de transmission à distance de télé-photographie (ancêtres des télécopieurs) mis au point par le professeur Arthur Korn en 1902, dans les lampes à fentes d'Allvar Gullstrand (1911) utilisés en ophtalmologie, dans les appareils de projection (notamment le Home Kinetoscope de la Edisoon Company et en microscopie.
Elle fut surpassée par la lampe à incandescence à filament de tungstène, plus efficace. L'expression « Nernst glower » (« brilleur de Nernst ») servit à désigner les sources de lumière infrarouges dans les appareils de spectroscopie infrarouge.